# 仙台北警察署
仙台北警察署（せんだいきたけいさつしょ）は、宮城県警察が管轄する警察署のひとつである。

## 管轄区域
仙台中央警察署が管轄している仙台市都心部（仙台駅前、一番町、国分町、宮城県庁、仙台市役所）および青葉山周辺を除く青葉区を管轄している。面積的には青葉区の96%に及ぶ。

## 所在地
- 仙台市青葉区昭和町3番13号（北緯38度16分49.6秒 東経140度52分16.9秒 / 北緯38.280444度 東経140.871361度）

仙台市地下鉄およびJR東日本の北仙台駅より徒歩5分

## 沿革
当署の土地はかつて仙台市電の倉庫であったが、宮城郡泉町（現・仙台市泉区）や当時の仙台市北部（現・仙台市青葉区北東部）のベッドタウンの発達に伴って、仙台市中心部と泉町とを繋ぐ国道4号（現県道仙台泉線）に面する当地は仙台市営バス七北田営業所の車庫として運用されるようになった。
一方で仙台都市圏北部の人口増は仙台北警察署（現・仙台中央警察署）の担当事案の増加も引き起こしていたため、仙台北警察署を分割して（新）仙台北警察署を上述の車庫用地に設置し、（旧）仙台北警察署は仙台中央警察署に改称することになった。
なお、1965年（昭和40年）に荒巻字三居沢の子供動物園が八木山に仙台市八木山動物公園として移転したことから、当地の市バスの車庫は子供動物園の跡地の一部に移転した。
- 1966年（昭和41年）4月1日 - 開署。
- 1989年（平成元年）9月20日 -  県道仙台泉線（旧国道4号）の拡張に伴い、旧庁舎の北側に新庁舎を建設して移転[1]。
- 1990年（平成2年） - 前年の仙台市の政令指定都市移行に伴い、管轄地域のうち泉区を分割し、泉警察署を設置。現在の管轄地域となる。

## 内部組織
- 会計課
  - 会計係

- 警務課
  - 警務係
  - 相談係
  - 被害者支援係

- 留置管理課
  - 留置管理係

- 生活安全課
  - 生活安全係
  - 営業保安係
  - 少年・生活安全捜査係

- 地域課
  - 地域係
  - 自動車警ら第一係
  - 自動車警ら第二係
  - 自動車警ら第三係

- 刑事第一課
  - 捜査庶務係
  - 地域指導係
  - 捜査第一係
  - 捜査第二係
  - 鑑識係

- 刑事第二課
  - 捜査庶務係
  - 知能犯係
  - 組織犯罪対策係

- 交通課
  - 交通指導係
  - 交通事故捜査係
  - 許認可係

- 警備課
  - 警備係

## 交番
- 木町通交番 - 仙台市青葉区木町通1丁目7-47（北緯38度16分14.8秒 東経140度51分53.2秒 / 北緯38.270778度 東経140.864778度）
- 八幡交番 - 仙台市青葉区八幡3丁目1-54（北緯38度16分11.4秒 東経140度50分59.8秒 / 北緯38.269833度 東経140.849944度）
- 宮町交番 - 仙台市青葉区宮町4丁目2-43（北緯38度16分27.9秒 東経140度52分51秒 / 北緯38.274417度 東経140.88083度）
- 小松島交番 - 仙台市青葉区小松島4丁目7番10号（北緯38度17分10.3秒 東経140度53分17.4秒 / 北緯38.286194度 東経140.888167度）
- 通町交番 - 仙台市青葉区青葉町6番1号（北緯38度16分51.1秒 東経140度51分48.9秒 / 北緯38.280861度 東経140.863583度）
- 荒巻交番 - 仙台市青葉区荒巻本沢2丁目11番6号（北緯38度17分20.4秒 東経140度51分18.6秒 / 北緯38.289000度 東経140.855167度）
- 双葉ヶ丘交番 - 仙台市青葉区双葉ヶ丘1丁目45番10号（北緯38度18分17.6秒 東経140度52分41.5秒 / 北緯38.304889度 東経140.878194度）
- 中山交番 - 仙台市青葉区中山3丁目20番17号（北緯38度17分39秒 東経140度49分59.7秒 / 北緯38.29417度 東経140.833250度）
- 愛子交番 - 仙台市青葉区落合2丁目11番5号（北緯38度16分19.4秒 東経140度47分36.9秒 / 北緯38.272056度 東経140.793583度）
- 南吉成交番 - 仙台市青葉区吉成1丁目2番30号（北緯38度17分20.7秒 東経140度49分13.4秒 / 北緯38.289083度 東経140.820389度）

## 駐在所
- 桜ヶ丘駐在所 - 仙台市青葉区桜ヶ丘6丁目19番1号（北緯38度18分5.7秒 東経140度50分52.3秒 / 北緯38.301583度 東経140.847861度）
- 熊ヶ根駐在所 - 仙台市青葉区熊ヶ根字町一番の四14番地の3（北緯38度17分35.1秒 東経140度41分14.9秒 / 北緯38.293083度 東経140.687472度）
- 大沢駐在所 - 仙台市青葉区高野原4丁目11番地の1（北緯38度17分23.1秒 東経140度45分24.8秒 / 北緯38.289750度 東経140.756889度）

## 主な未解決事件
1992年（平成4年）1月27日に岩沼市内で消息を絶った当時18歳の女性が、1993年（平成5年）4月27日に仙台市青葉区内で白骨化した遺体となって発見された事件。被害者の自転車は伊具郡丸森町の小斎峠で失踪翌日（1992年1月28日）に発見されているため殺人事件として捜査されてきたが、遺体発見まで1年3ヶ月もかかったことや死因が不明であること、失踪場所・自転車発見場所・遺体発見場所がバラバラであることなどから捜査は難航し、被疑者も浮かばないまま2007年（平成19年）1月27日午前0時をもって公訴時効が成立した。